# ママティド駅
ママティド駅(フィリピン語: Estasyong Mamatid)はフィリピンのラグナ州カブヤオのママティドにあるフィリピン国鉄南方本線の鉄道駅。地上駅であり、ママティド通りの近くに存在する。

## 歴史
ママティド駅は1909年1月24日に開業した。
かつては同州内のカンルバンのカンルバン製糖工場と結ぶ、カンルバン線の分岐駅となっていた。ママティド駅の南に西に延びる三角の分岐線の跡が残る。